# Brévétoxine
Les brévétoxines sont des neurotoxines produites par certaines dinoflagellés tels que Karenia brevis. Ces toxines peuvent provoquer la paralysie chez l'Homme, les poissons et les cétacés. Elles agissent en bloquant la propagation de l'influx nerveux.
L'intoxication humaine par les brévétoxines, à la suite d'une consommation de poisson ou de coquillages contaminés, est globalement peu commune. En effet les risques sont visibles car les fortes concentrations de cette toxine provoquent des morts massives de poissons. Les baigneurs peuvent être victimes de problèmes respiratoires.
Les brévétoxines sont des polyéthers cycliques. On en rencontre deux formes :
|                    | Brévétoxine A | Brévétoxine B |
| ------------------ | --- | --- |
| Structure chimique | Brevetoxin A | Brevetoxin B |
| subtypes           | - Brévétoxine-1 (PbTx-1) R = -CH2C(=CH2)CHO - Brévétoxine-7 (PbTx-7) R = -CH2C(=CH2)CH2OH - Brévétoxine-10 (PbTx-10) R = -CH2CH(-CH3)CH2OH | - Brévétoxine-2 (PbTx-2) R = -CH2C(=CH2)CHO - Brévétoxine-3 (PbTx-3) R = -CH2C(=CH2)CH2OH - Brévétoxine-8 (PbTx-8) R = -CH2COCH2Cl - Brévétoxine-9 (PbTx-9) R = -CH2CH(CH3)CH2OH |

La Brévétoxine-B a été synthétisée en 1995 par K. C. Nicolaou et son équipe en 123 étapes avec un rendement moyen de 91 % par étape (rendement final de 0,0009 %) et en 2004 une nouvelle méthode a été mise en place en 90 étapes pour un rendement moyen de 93 % par étape (0,14 % de rendement final).